# Chocolate amargo

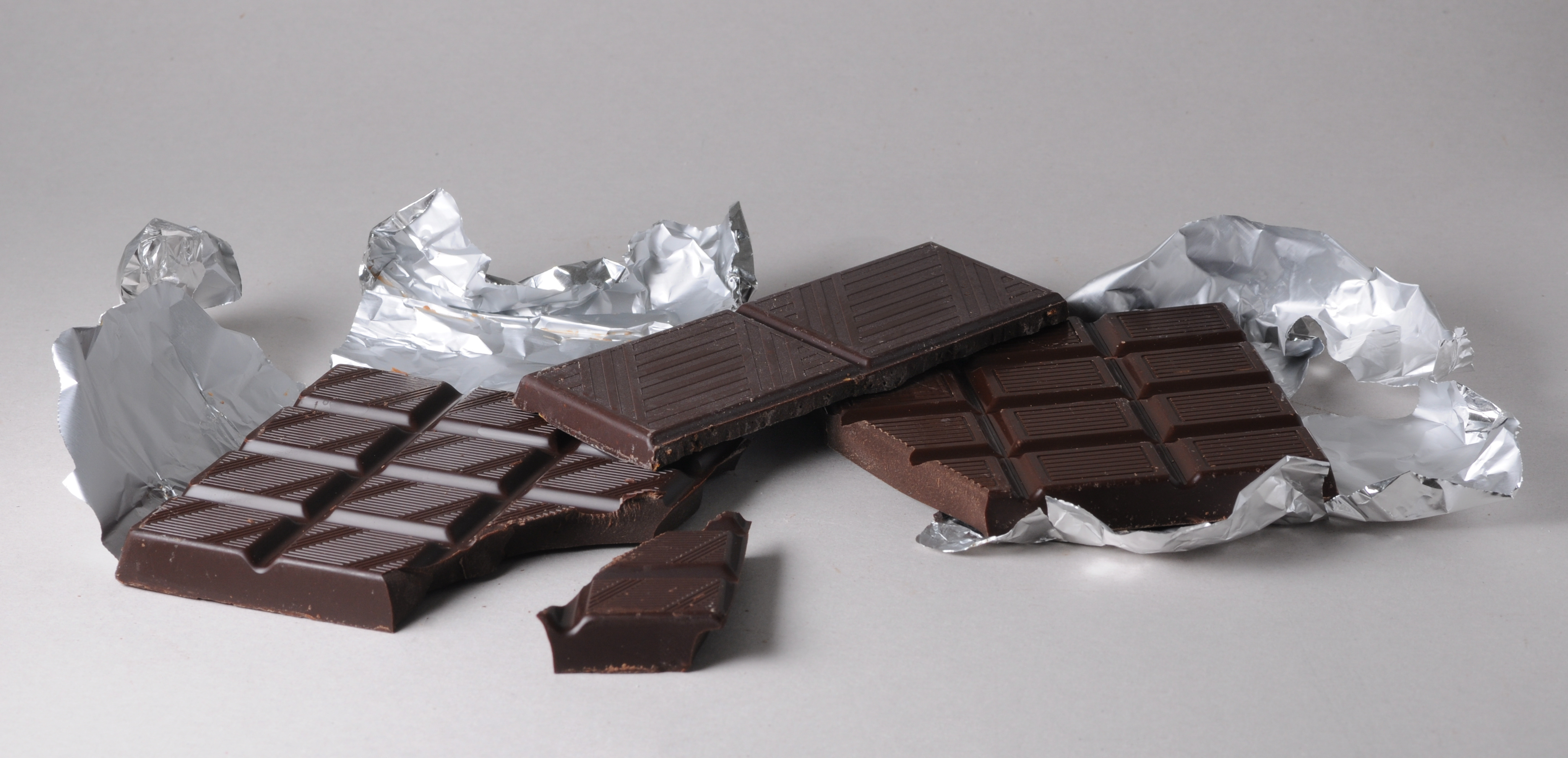
Chocolate amargo suíço.

Chocolate amargo (também chamado de chocolate negro ou puro) é um tipo de chocolate feito com os grãos de cacau torrados sem adição de leite, e algumas versões permitem a sua utilização como base para sobremesas, bolos e bolachas. Deve-se usar um mínimo de 35% de cacau, segundo as normas europeias. Tem como característica possuir pouco açúcar. É rico em triptofano.

## Características
O chocolate amargo é mais duro do que o chocolate ao leite, devido ao tamanho de suas partículas e ao teor de gordura e lecitina. O chocolate amargo tem um sabor mais amargo e intenso do que o chocolate ao leite, devido a uma proporção maior de massa de cacau, que contém teobromina, cafeína, l-leucina e flavonóides catequina. Em comparação com outros tipos de chocolate, a qualidade dos grãos de cacau é mais importante para o sabor, e as manteigas de cacau mais aromatizadas são reservadas para os chocolates amargos. O chocolate amargo pode apresentar sabores de queimado, chocolate, defumado, nozes, azedo, entre outros. Essas variações são particularmente perceptíveis entre os chocolates amargos que usam grãos de cacau de origem única. Embora o apelo do sabor do chocolate ao leite açucarado e leitoso seja geralmente aparente de imediato, os sabores mais complexos do chocolate amargo podem fazer com que ele seja mais um gosto adquirido.
O chocolate amargo contém 60 compostos que contribuem para o seu sabor, sendo que 33 deles são considerados particularmente importantes. Os compostos básicos e neutros são responsáveis pelo sabor de "chocolate", enquanto os compostos ácidos contribuem com sabores mais doces. Alguns desses compostos são o produto das reações de Maillard. Alguns fabricantes maturam o chocolate amargo para melhorar o sabor. Isso é feito, no mínimo, por algumas semanas, e discute-se se a maturação por mais tempo é desejável. Os antioxidantes nos sólidos do cacau são responsáveis pela preservação do chocolate; o chocolate amargo tem uma vida útil de cerca de dois anos, mais longa do que o chocolate ao leite. A cor do chocolate amargo pode variar do mogno ao preto.

## Efeitos na saúde

### Nutrição
Os nutrientes do chocolate amargo incluem 46% de carboidratos, 43% de gorduras, 8% de proteínas e 1% de água (tabela). Em uma porção de referência de 100 gramas, o chocolate amargo fornece 2 500
 kilojoules (600 kilocalorias) de energia alimentar e é uma fonte rica (definida como mais de 20% do valor siário, VD) de vários minerais dietéticos, incluindo ferro, magnésio, manganês, fósforo e zinco (tabela).

### Pesquisas
Embora o chocolate amargo seja popularmente considerado um alimento saudável, até 2017, nenhuma pesquisa clínica de alta qualidade havia sido realizada para avaliar os efeitos dos compostos encontrados no cacau sobre resultados fisiológicos, como a pressão arterial, para a qual apenas pequenas alterações (1-2 mmHg) resultaram do consumo elevado e de curto prazo de chocolate de até 105 gramas e 670 miligramas de flavonóis por dia.
Os flavanóis encontrados no chocolate amargo incluem os monômeros catequina e epicatequina e (em menor grau) as procianidinas poliméricas, que permanecem sob pesquisa laboratorial. Para consumir flavanóis do cacau em quantidade suficiente para os supostos efeitos alegados em alguns estudos limitados, é necessário ingerir pelo menos cerca de 135 g de chocolate amargo por dia, o que também envolve a ingestão de quantidades significativas de açúcar e gorduras saturadas. O setor de chocolate e, em particular, a Mars, Inc., financiou pesquisas para promover o chocolate como um alimento saudável. Em 2018, a Mars havia financiado mais de 150 estudos sobre os flavonóides do cacau desde a década de 1980. Naquele ano, eles disseram que não tentariam mais insinuar que o chocolate é um alimento saudável.
Uma revisão sistemática de 2021 sobre os efeitos do chocolate e do cacau na saúde constatou que ainda não havia sido realizada uma pesquisa de alta qualidade para avaliar os resultados fisiológicos. Os únicos efeitos à saúde observados foram melhorias nos perfis lipídicos; os indivíduos de controle não apresentaram diferenças significativas em termos de resultados cutâneos, cardiovasculares, antropométricos, cognitivos e de qualidade de vida.

### Metais
O chocolate, especialmente o chocolate amargo, pode conter níveis apreciáveis de metais pesados tóxicos, como o cádmio, que pode estar presente naturalmente no solo das plantações de cacau, especialmente na América Latina. Para produtos que contêm mais de 50% de cacau, a Comissão Europeia estabeleceu um limite para o cádmio de 0,8 mg/kg, enquanto para o chocolate que contém entre 30% e 50% de cacau o limite é de 0,3 mg/kg. Depois que esses limites entraram em vigor em 2019, regulamentações semelhantes foram aplicadas em outras jurisdições em todo o mundo. O estado da Califórnia recomenda uma ingestão diária máxima de 4,1 microgramas de cádmio.
Um relatório de 2024 que analisou amostras de chocolate amargo e cacau nos Estados Unidos de 2014 a 2022 constatou que várias amostras excederam os níveis da Prop 65 para metais pesados: 43% das amostras excederam os níveis de chumbo e 35% excederam os níveis de cádmio.

#### Livros
- Afoakwa, Emmanuel Ohene (8 de abril de 2016). Chocolate Science and Technology (em inglês). [S.l.]: Wiley. ISBN 978-1-118-91378-9
- Alberts, Heike C; Cidell, Julie (2016). «Chocolate Consumption, Manufacturing, and Quality in Europe and North America». In:  Squicciarini, Mara P; Swinnen, Johan. The Economics of Chocolate (em inglês). [S.l.]: Oxford University Press. ISBN 978-0-19-179326-4
- Beckett, Stephen T (2019). The Science of Chocolate (em inglês) 3rd ed. Croydon, United Kingdom: Royal Society of Chemistry. ISBN 978-1-78801-235-5
- Leissle, Kristy (2018). Cocoa (em inglês). [S.l.]: Polity. ISBN 978-1-5095-1320-8. OCLC 988580966
- Ziegler, Gottfried (2017). «Flavour development in cocoa and chocolate». In:  Beckett, Stephen T; Fowler, Mark S; Ziegler, Gregory R. Beckett's Industrial Chocolate Manufacture and Use (em inglês) 5th ed. West Sussex, UK: Wiley. ISBN 978-1-118-78014-5

#### Artigos
- Vanderschueren, Ruth; Argüello, David; Blommaert, Hester; Montalvo, Daniela; Barraza, Fiorella; Maurice, Laurence; Schreck, Eva; Schulin, Rainer; Lewis, Caleb; Vazquez, José Luis; Umaharan, Pathmanathan; Chavez, Eduardo; Sarret, Geraldine; Smolders, Erik (2021). «Mitigating the level of cadmium in cacao products: Reviewing the transfer of cadmium from soil to chocolate bar». Science of the Total Environment (em inglês). 781. 146779 páginas. doi:10.1016/j.scitotenv.2021.146779